# Presbytis thomasi
Presbytis thomasi (Сурілі Томаса) — вид приматів з роду Presbytis родини мавпові.

## Опис
Довжина голови й тіла: 42-61 см. Довжина хвоста: 50-85 см. Вага: 8 кг. Це відносно невеликі, тонкі примати з довгими задніми ногами і хвостом, який більший, ніж тіло. Статевий диморфізм не спостерігається. Хутро сіро-чорного кольору на спині і на зовнішніх сторонах кінцівок і білувате на животі і внутрішніх сторонах кінцівок. Помаранчеві-карі очі оточені сріблястого кольору, бахромчастими білими колами.

## Поширення
Цей вид зустрічається в північній частині Суматри (Індонезія). Цей вид був записаний у непорушеному первинному тропічному лісу поблизу дослідницької станції на Суматрі й, крім того, у мозаїці первинного та вторинного лісу з каучуковими плантаціями, і на гумових плантаціях на висотах від 0 до приблизно 1500 м.

## Стиль життя
Ці тварини в першу чергу листоїдні, й також харчуються фруктами і квітами, а іноді й стеблами кокосів, а також черевоногими, такими як наземні равлики. Ці примати в основному зустрічаються на деревах, іноді вони шукають їжу на землі. Вони є денними, але найбільш активні вранці і в другій половині дня. Вони живуть в групах 3-21 тварин. Це гаремні групи. Групи є територіальними. 
Немає фіксованого шлюбного сезону. Після п'яти-шести місяців вагітності, самиця народжує одне дитинча, яке спочатку біле. Лактація триває 12—15 місяців, статева зрілість настає в 4-5 років.

## Загрози та охорона
Полювання, здається, не є серйозною загрозою, але втрата первинного середовища проживання через вирубку і перетворення в пальмові плантації на нафту, ймовірно, витісняють деякі групи населення. Занесений в Додаток II СІТЕС і охороняється індонезійським законодавством. Зустрічається, як відомо, принаймні в одному великому національному парку, Гунунг Лесер.